# بريدجيت سميث
بريدجيت سميث (بالإنجليزية: Bridget Smith)‏ هي مصورة بريطانية، ولدت في 1966 في إسكس في المملكة المتحدة.